# Service des automobiles

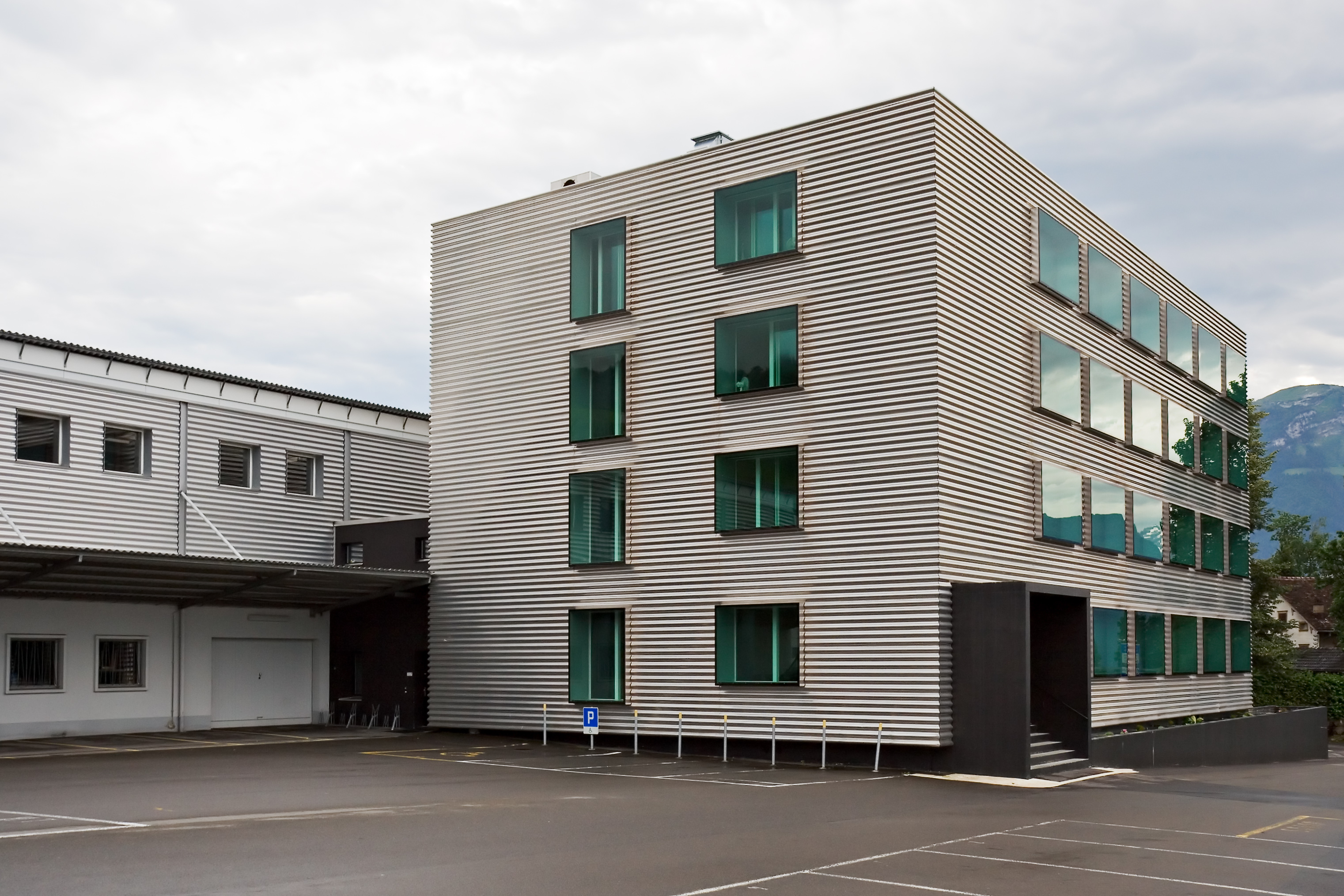
Le service des autos de Schwyz

Le service des automobiles est en Suisse une entité publique chargée, dans chaque canton, de la « gestion » des véhicules routiers. Dans certains cantons, ce service est aussi chargé de gérer les bateaux. Si le nom de « service des automobiles » ou « service des automobiles et de la navigation » (abrégé SAN) est communément utilisé, le nom exact de l'institution peut changer d'un canton à l'autre.

## Fonction
Le service des automobiles et de la navigation est un centre spécialisé géré indépendamment par chaque canton suisse selon des directives fédérales données par l'Office fédéral des routes. Le SAN centralise la gestion des plaques d'immatriculation des véhicules routiers et des bateaux, organise des sessions d'examens de théorie et de pratique pour les différentes catégories de permis de conduire et gère toutes les activités administrative et financière liées à la détention d'un véhicule ou d'un bateau. Le SAN gère également administrativement les retrais de permis des conducteurs qui commettent des infractions graves aux règles de circulations routières en vigueur.
Les différentes instances cantonales sont regroupées au sein de l'« association des services des automobiles ».

## L'expertise

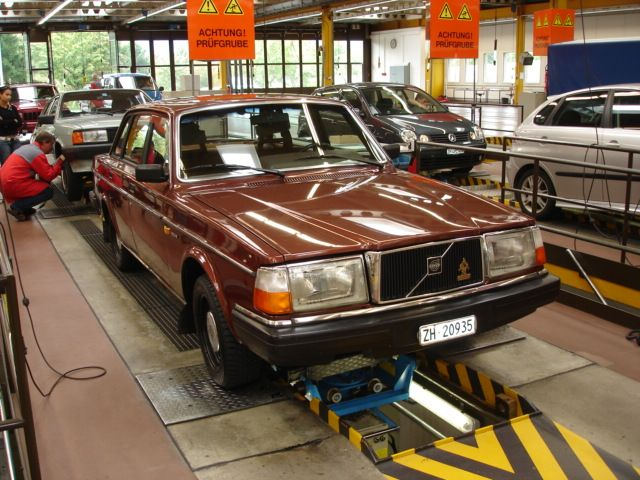
Une expertise en cours

Régulièrement, les détenteurs d'un véhicule à moteur (sauf les cyclomoteurs) sont invités à l'expertise avec leur véhicule. Il s'agit de vérifier que l'état du véhicule soit conforme aux règlements de sécurité et de valider ainsi son autorisation de circuler. La fréquence des expertises dépend de l'âge du véhicule. Ainsi, une voiture sera expertisée cinq ans après sa première mise en circulation pour un véhicule neuf, puis après trois ans et ensuite tous les deux ans. Dans certains cas, l'expertise se fait lors d'un changement de détenteur du véhicule. L'expertise d'un véhicule vétéran se fait tous les six ans. 